# Schulstraße 9 (Ingolstadt)
Das ehemaliges Handwerkerhaus in der Schulstraße 9 befindet sich inmitten der Ingolstädter Altstadt in Nähe zur Münster Zur Schönen Unserer Lieben Frau. Das vermutlich auf das mittelalterlicher Bausubstanz zurückgehende Stadthaus ist unter der Aktennummer D-1-61-000-648 in der Denkmalliste Bayern eingetragen.

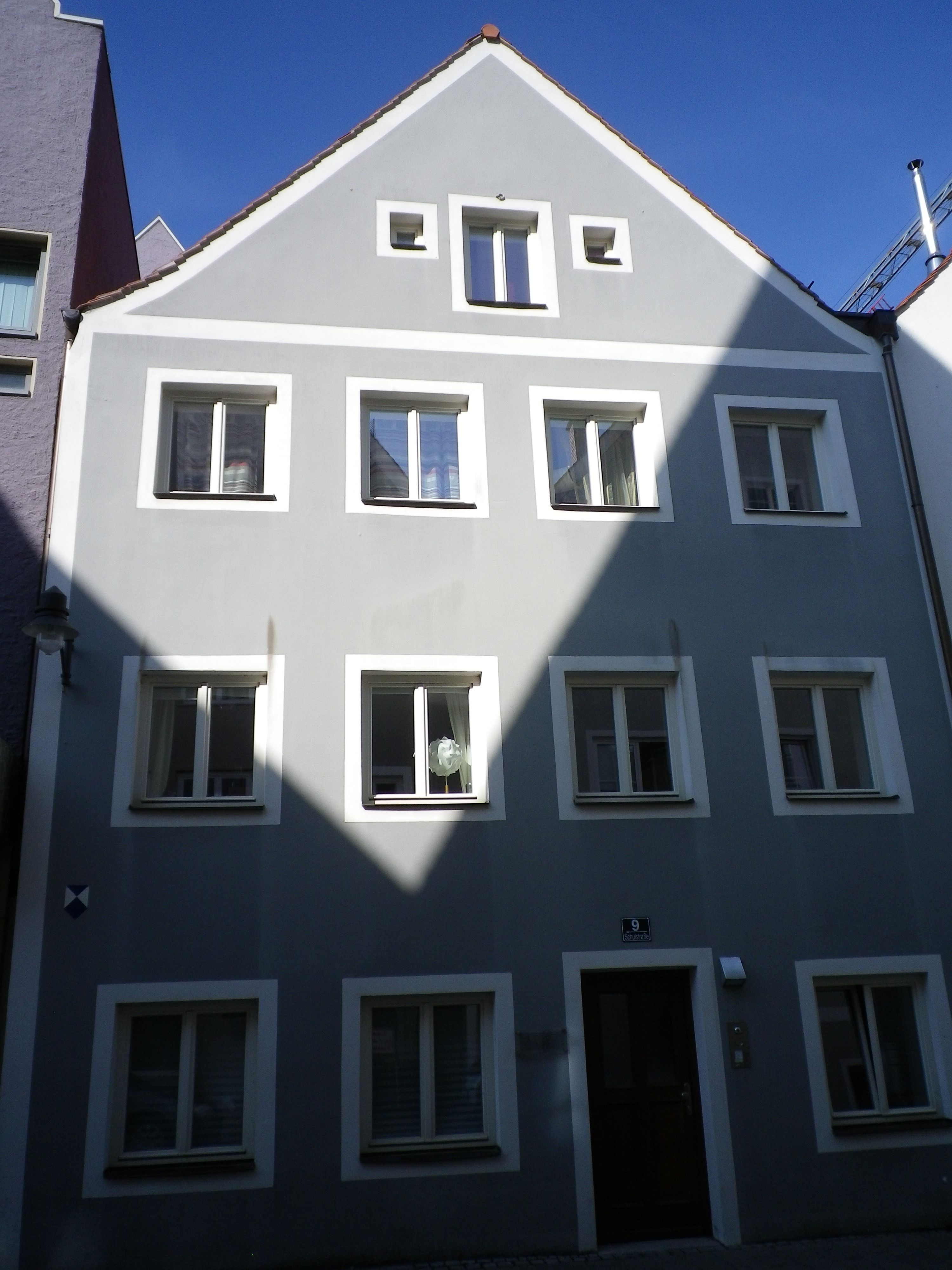
Hauptfassade

## Baugeschichte
Der dreigeschossige Satteldachbau steht giebelständig zur Schulstraße, einer typischen Gasse der Handwerker. Es taucht im Sandtner-Stadtmodell von 1573 auf. Der Dachstuhl stammt aus dem Mittelalter (dendro. dat). Verwendet wurde damals traditionell Weichholz aus dem Allgäu. Lange Zeit gehörte das Gebäude örtlichen Hutmachern. 1865 ließ der Hafnermeister Paulus Auernhammer im zur Werkstatt umfunktionierten Erdgeschoss einen Brennofen errichten. Durch diesen Umbau wurde das Haus verkürzt, im Innern teilweise neu strukturiert und äußerlich vereinfacht. Über 25 Jahre stand das Haus leer und verfiel. Der örtliche Architekt und Denkmalpfleger Andreas Mühlbauer sanierte die Ruine. Der hellgraue Anstrich des Wohnhauses orientiert sich an alten Befunden.

## Baudenkmal
Das Mittelalterhaus steht unter Denkmalschutz und ist im Denkmalatlas des Bayerischen Landesamtes für Denkmalpflege und in der Liste der Baudenkmäler in Ingolstadt eingetragen.